# David A. Galloway
Pour les articles homonymes, voir Galloway (homonymie).
David A. Galloway (né 1943), est homme d'affaires canadien. Il est président du conseil de la Banque de Montréal, dit BMO Groupe Financier.
Né à Toronto, Ontario, il a fréquenté les University of Toronto Schools et a reçu un Bachelor of Arts en 1966 de l'Université de Toronto, puis un M.B.A. de l'université Harvard en 1968.
De 1983 à 1988, il était président et chef de la direction de Harlequin Enterprises Ltd. Il était président et chef de la direction de Torstar Corporation de 1988 à 2002.	